# Stora Djulö

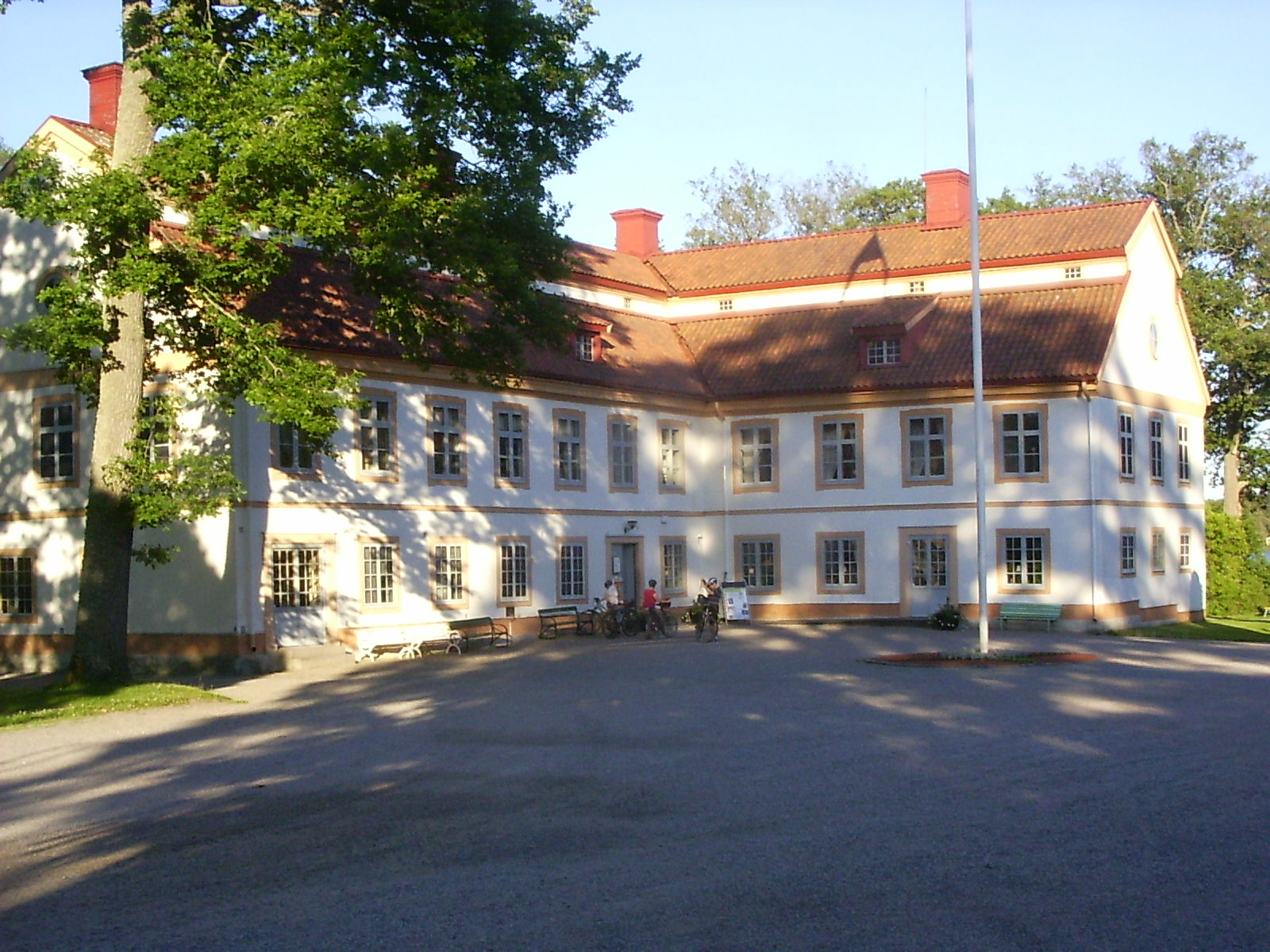
Stora Djulös huvudbyggnad i juni 2009.

Stora Djulö är en herrgård som ligger vid Djulösjön söder om Katrineholm i Katrineholms kommun i Södermanlands län. Nuvarande huvudbyggnaden härrör från 1720-talet och förvärvades av Katrineholms stad 1935. Sedan 2013 arrenderar Hotel Statt herrgården som inhyser café, restaurang och glasscafé med uteservering mot Djulösjön.

## Historik

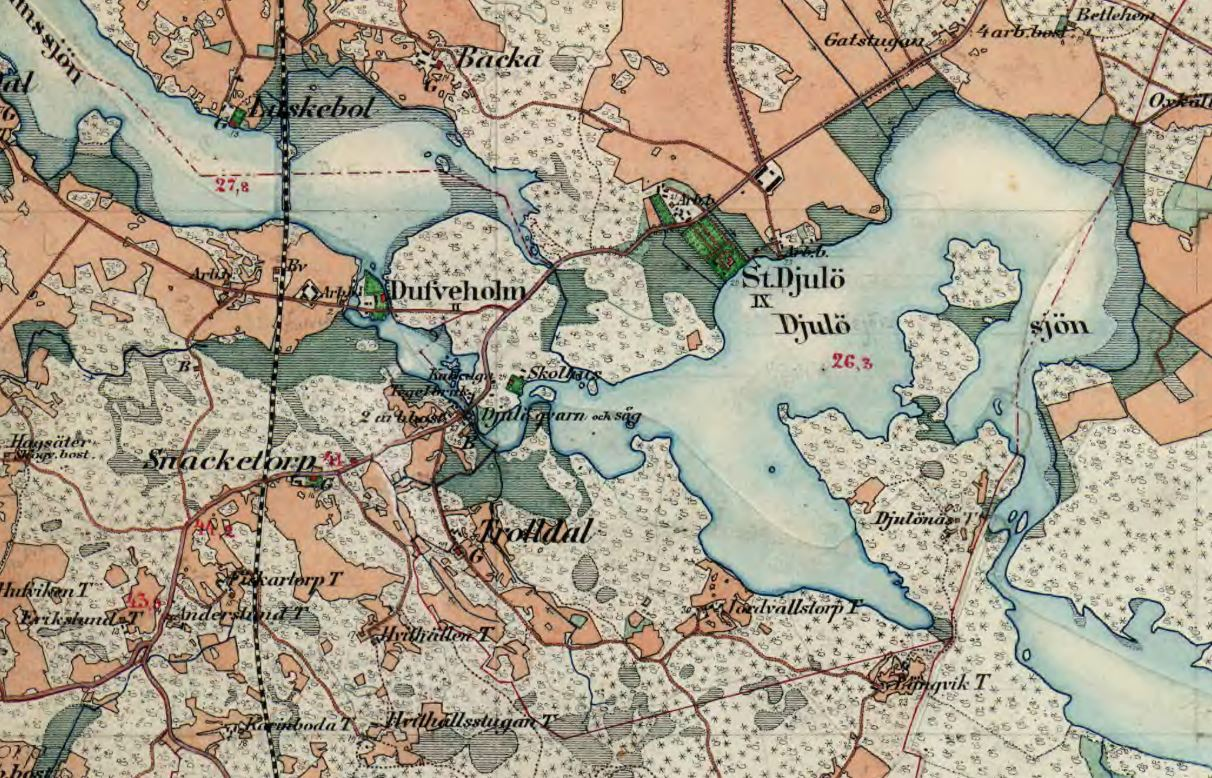
Stora Djulö och Duveholms herrgård på Häradsekonomiska kartan från 1880-talet.

År 1334 nämns gården som Djula och hörde till Vårfruberga kloster nära Strängnäs. Under 1600-talet  kallas egendomen Väster-Djula och efter 1719 används dagen namn. Från slutet av 1300-talet och 150 år framöver var släkten Porse ägare till Stora Djulö. Omkring år 1585 ärvdes gården av Mauritz Jöransson Laxman "till Djula" (1542-1611) som var hertig Karls kammarråd. Hans dotter, Gertrud Mauritzdotter Laxman, ärvde gården 1611. 
Efter många ägobyten kom gården 1786 i kammarherren och historikern Carl Hildebrandsson Ugglas ägo. Han lät anlägga flera ”falska” runstenar i gårdens engelska parken. Stora Djulö gick sedan i arv inom släkten Uggla genom Augusta Uggla och hennes make Fredrik von Post. De ägde samtidigt granngården Duveholms herrgård. Efter Alexander von Posts död 1899 övergick Djulö till hans änka ryskfödda Marie de Bodisco som bodde kvar fram till sin död 1935. Samma år förvärvades Stora Djulö för 190 000 kronor av Katrineholms stad.

## Bebyggelsen

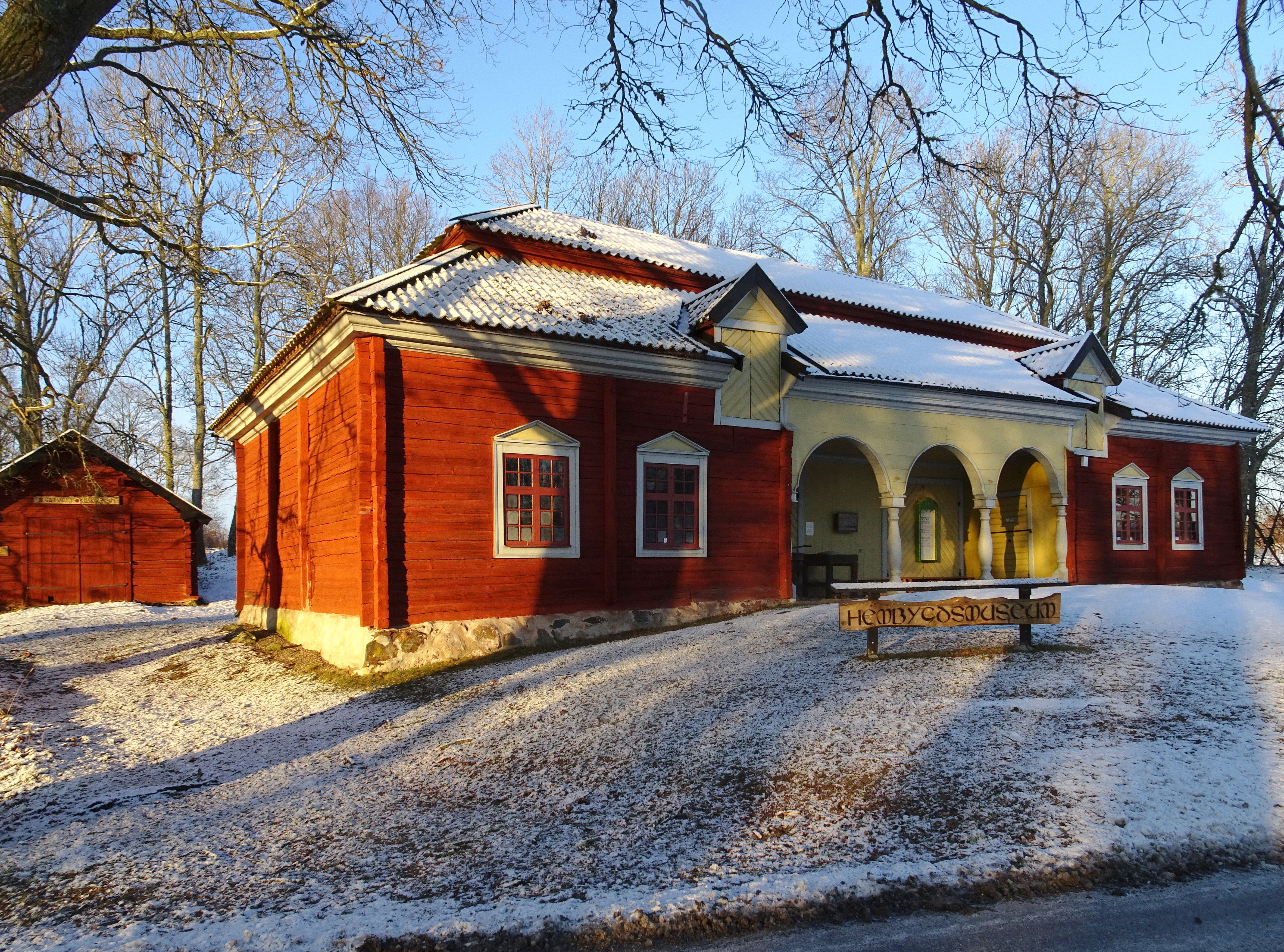
Stallet, idag hembygdsmuseum.

Den medeltida huvudbyggnaden låg troligen söder om Djulösjön, på vad som då var en ö men nu är en halvö som kallas Trolleträsk. Här finns ännu den murade, vinkelbyggda grunden om 7,5 x 12 meter med sex fönsteröppningar. Murarna är restaurerade med cement och ovanpå murarna ligger ett lager av betong, som i sin tur är täckt med ett torvlager. Det var frörmodligen sätesgårdens bostadshus som haft en överbyggnad i trä.
På platsen för dagens huvudbyggnad fanns tidigare ett bostadshus som delvis finns kvar in husets norra del. Det nuvarande corps-de-logi tillkom på 1720-talet när Erik von Fitinghoff var ägare. Huset är av sten och byggt i vinkel. Det har två våningar och ett högrest säteritak i tidstypisk karolinerstil. Troligtvis har huset varit längre. Den nedre våningen var helt avsedd för tjänstefolket. Här fanns köksregionerna, handkammare och kanske tvättstugan. I dag ligger här Djulö herrgårdscafé. 
Väster om huvudbyggnaden finns en flygel i 1½ våningar under ett brutet och valmat sadeltak och med fasader av reveterat trä. Färgsättningen överensstämmer med den för huvudbyggnaden. Det kan ha funnits ytterligare en flygel på norra sidan. Under 1900-talet har två större renoveringar genomförts, den ena på 1940-talet och den andra åren 1992-1993. Förslag till byggnadsminnesförklaring av Stora Djulös corps de logis väcktes 1983 men inget beslut har fattats än.
Norr om Stora Djulös huvudbebyggelse och norr om dagens Laxmans väg ligger gårdens före detta stall, som troligen uppfördes 1779. Huset är rödfärgat med valmat säteritak och en pelararkad i ockragult och grått. Byggnaden inrymmer numera ett stallmuseum och tillhör Katrineholm-Stora Malms Hembygdsförening. På området finns totalt nio byggnader med olika funktioner, bland annat garveri, krukmakeri, vagnslider, den så kallade Wermbolstugan (Värmbolsstugan) och ett sommarvandrarhem.

## Bilder

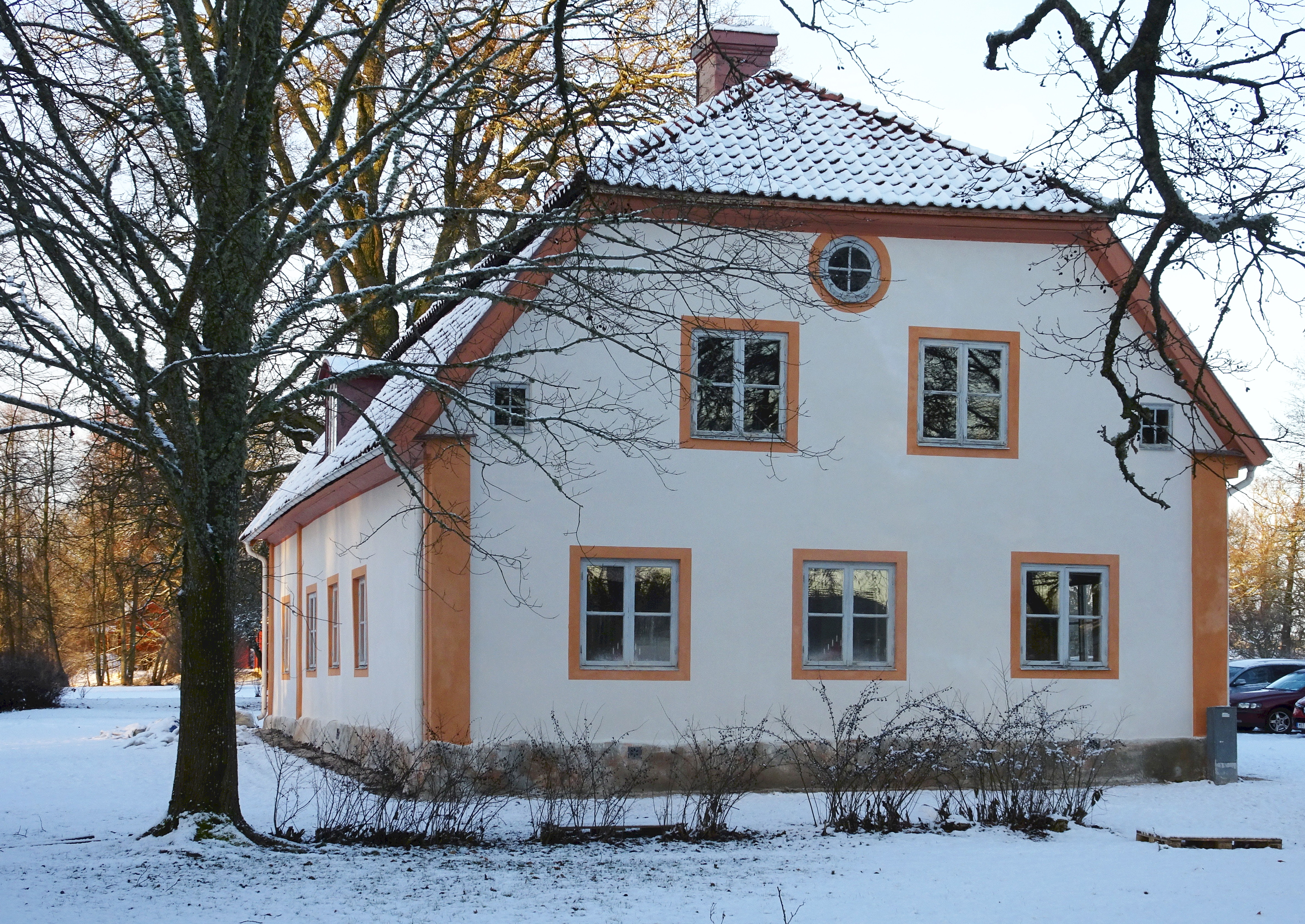
Flygeln.
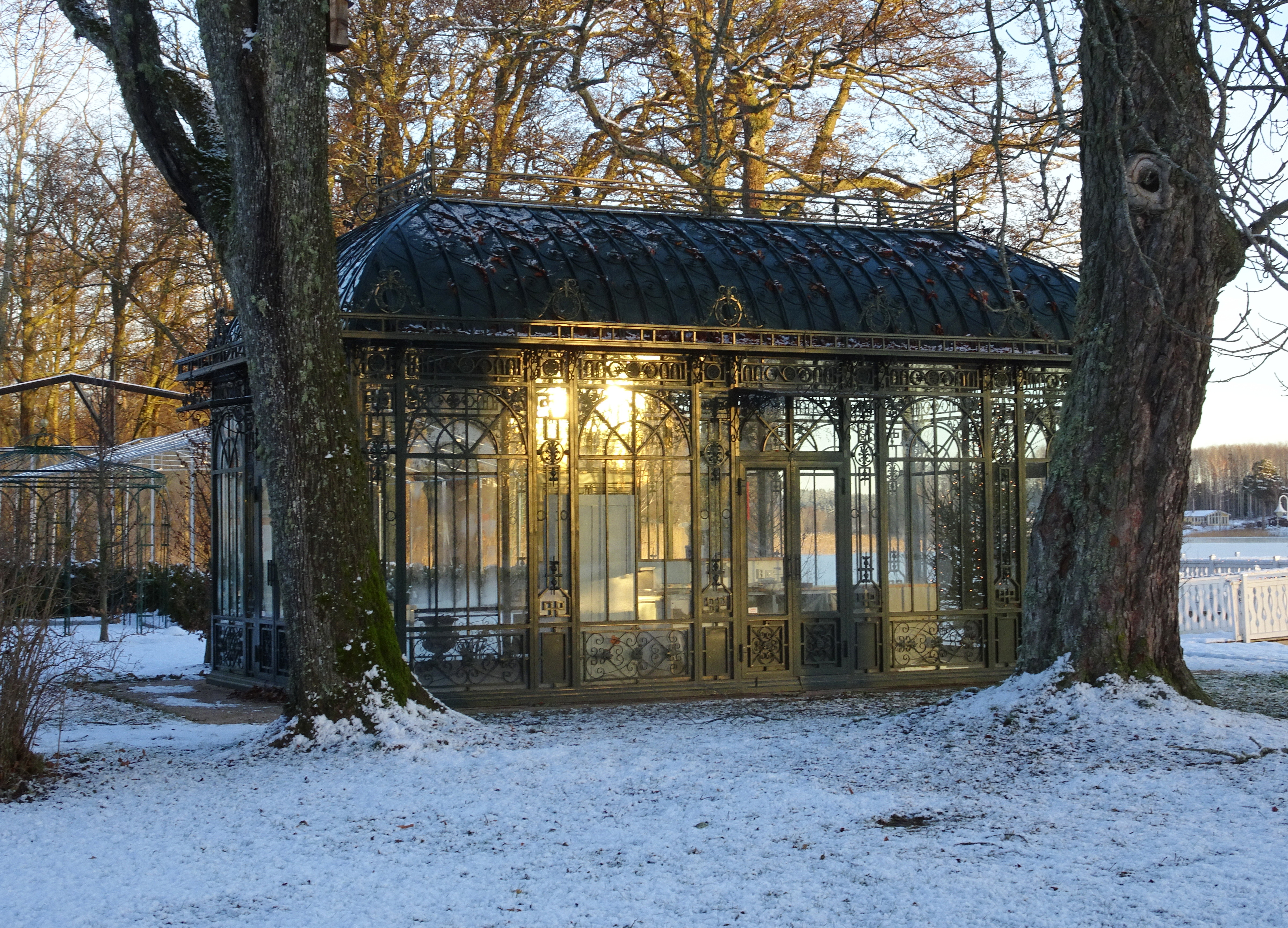
Trädgårdspaviljongen.
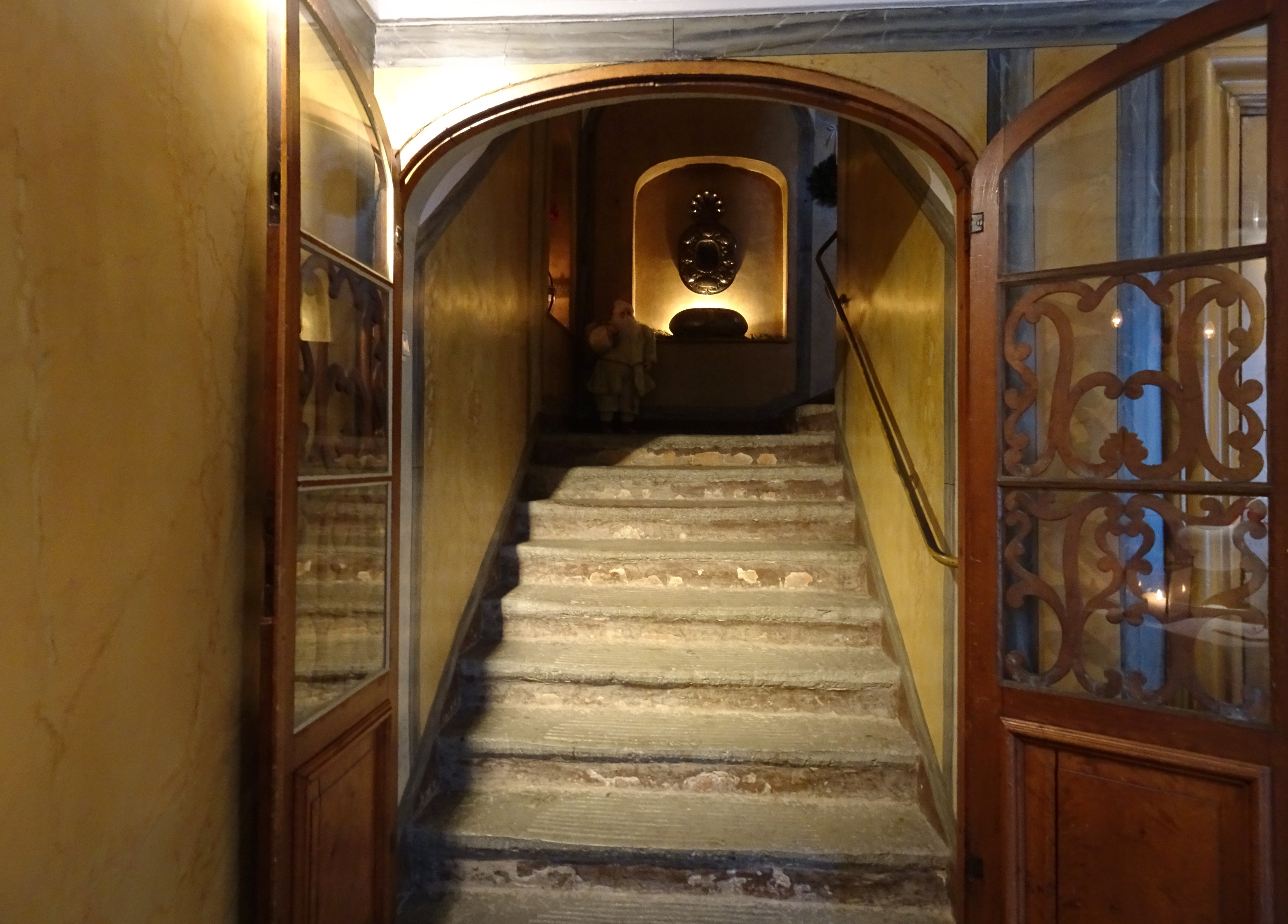
Trappan till övre våningen.
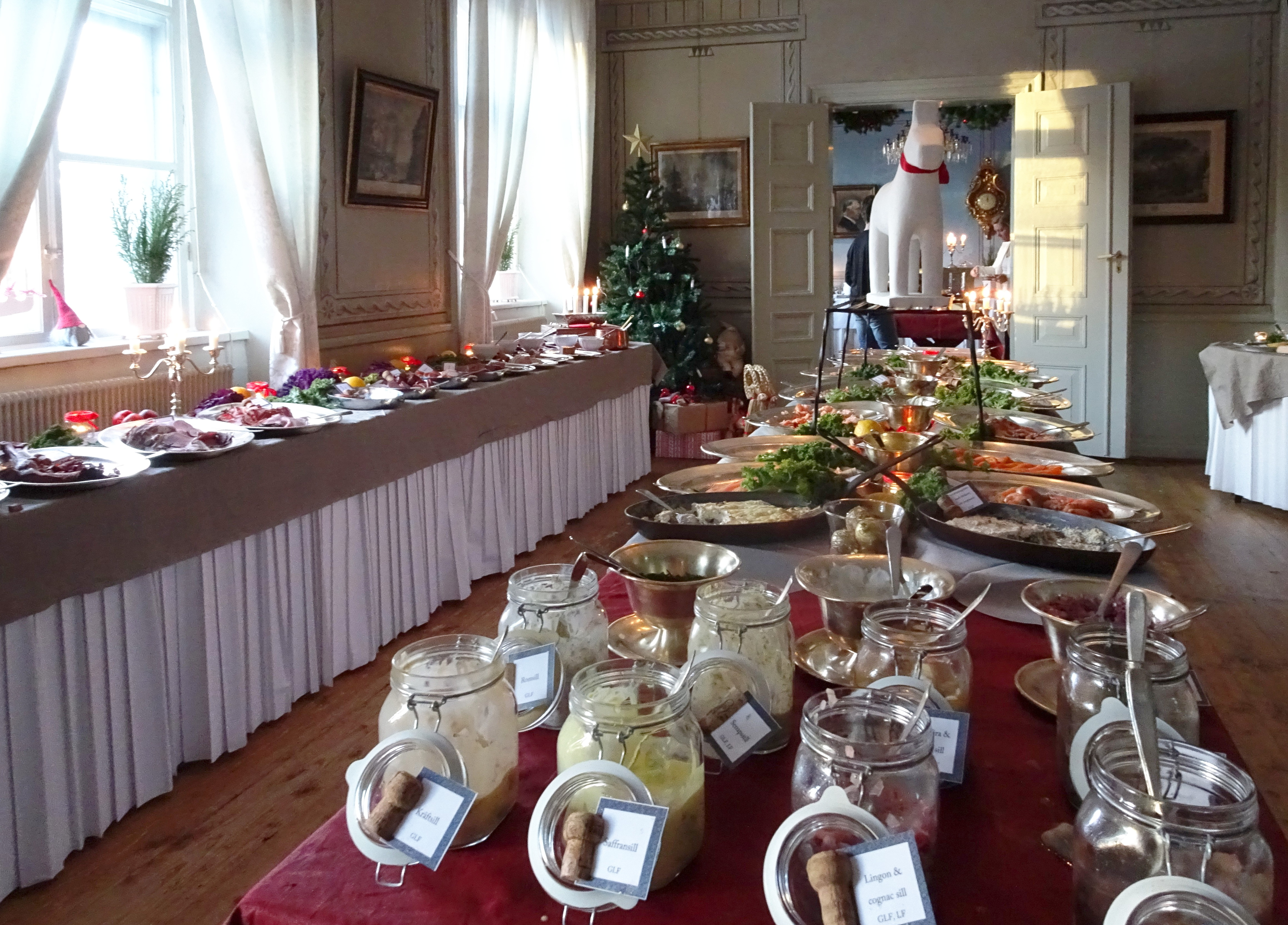
Julbord 2017.
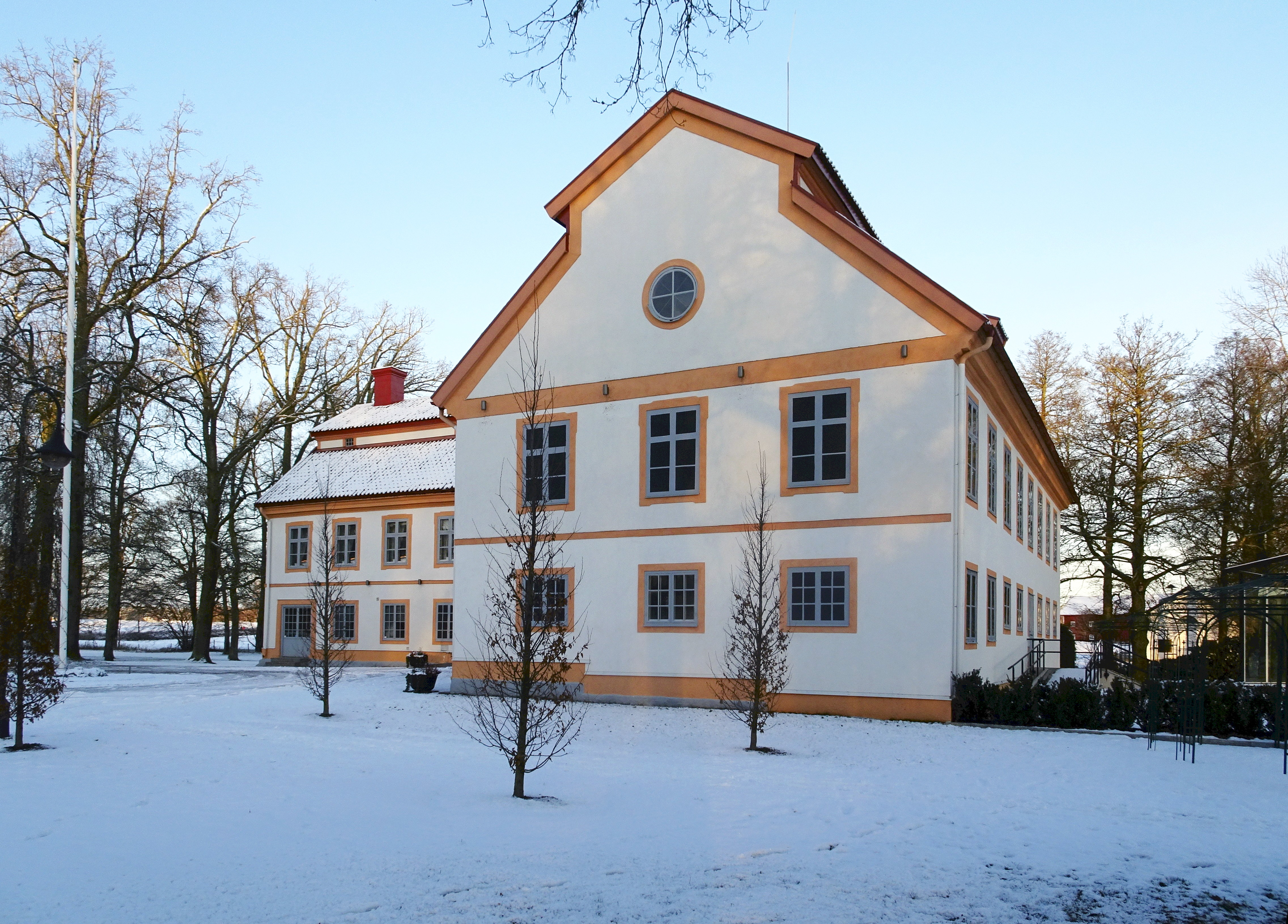
Huvudbyggnaden.